# Барбес — Рошешуар (станция метро)
Барбес — Рошешуар (фр. Barbès - Rochechouart) — пересадочный узел линий 2 и 4 Парижского метрополитена, расположенный на границе IX, X и XVIII округов Парижа. Назван по пересечению двух бульваров: Барбес и Рошуар. 

## История
- Первым в истории пересадочного узла открылась надземная станция линии 2, это произошло 26 марта 1903 года. До 15 октября 1907 года станция носила название лишь по одному бульвару — Барбес, после чего название было дополнено до нынешнего[2].
- 21 апреля 1908 года открылся зал линии 4, после чего пересадочный узел окончательно сформировался.
- В годы Второй мировой войны станция метро «Барбес» получила известность в связи с убийством Пьером Жоржем Альфонса Мозера, одного из военачальников кригсмарине. Акция была приурочена к двухмесячной дате нападения Германии на СССР и стала первым крупным терактом, организованным французским Сопротивлением в Парижском метро. Это убийство стало известным в советской историографии.
- В 1987 году один из выходов, ранее оформленных в стиле Эктора Гимара, был перенесён на станцию метро «Боливар».[2].
- 2 декабря 2016 года на станции произошло ещё одно крупное ЧП: с рельсов сошёл состав модели MF 01, в результате чего движение по линии 2 было прервано на 48 часов[3][4][5].

## Описание
- Экстерьер
- Вход на станцию линии 2

- Станция линии 2 представляет собой надземную крытую станцию. На перегоне Анвер — Барбес — Рошешуар линия уходит в тоннель

- Платформы линии 2
- Состав модели MF 01 спускается в тоннель

- Зал линии 4: односводчатый мелкого заложения, построен по типовому проекту

- Платформы
- Состав MP 59 на станции

- Пассажиропоток по станции по входу в 2011 году, по данным RATP, составил 9 323 474 человек[6]. В 2013 году этот показатель резко снизился и составил 8 392 009 пассажиров (27 место по уровню входного пассажиропотока в Парижском метро).[7].

## Путевое развитие
На перегонах Барбес — Рошешуар — Ля-Шапель и Барбес — Рошешуар — Шато-Руж располагаются пошёрстные съезды.